# Giờ tương đối
Giờ tương đối (số ít trong tiếng Do Thái: shaʿah zǝmanit / שעה זמנית; số nhiều: shaʿot - zǝmaniyot / שעות זמניות), đôi khi được gọi là giờ halachic, giờ theo mùa và giờ thay đổi, là một thuật ngữ được sử dụng trong luật giáo lí Do Thái gán 12 giờ cho mỗi ngày và 12 giờ cho mỗi đêm, trong suốt cả năm. Một giờ tương đối không có gốc cố định, nhưng thay đổi theo độ dài của mỗi ngày - tùy thuộc vào mùa hè (khi ngày dài và đêm ngắn) và vào mùa đông (khi ngày ngắn và đêm dài). Mặc dù vậy, trong tất cả các mùa, một ngày luôn được chia thành 12 giờ và một đêm luôn được chia thành 12 giờ, điều này chắc chắn sẽ làm cho một giờ dài hơn hoặc một giờ ngắn hơn. Tất cả các giờ được các hiền nhân đề cập trong Mishnah hoặc Talmud, hoặc trong các tác phẩm giáo lí khác, đều đề cập đúng đến giờ tương đối.
Một đặc điểm khác của tập tục cổ xưa này là, không giống như đồng hồ 12 giờ hiện đại tiêu chuẩn ấn định 12 giờ đêm cho thời gian buổi trưa, theo truyền thống của người Do Thái cổ đại, giờ trưa luôn là giờ thứ sáu trong ngày, trong khi giờ đầu tiên bắt đầu bằng sự phá vỡ của bình minh, bởi hầu hết cách lí giải của luật Do Thái, và với sự xuất hiện của Vilna Gaon và giáo sĩ Do Thái Hai Gaon. 12 giờ sáng (nửa đêm) cũng là giờ thứ sáu của đêm, trong khi giờ đầu tiên của đêm bắt đầu khi ba ngôi sao đầu tiên xuất hiện trên bầu trời đêm.